# Polana Brestowa

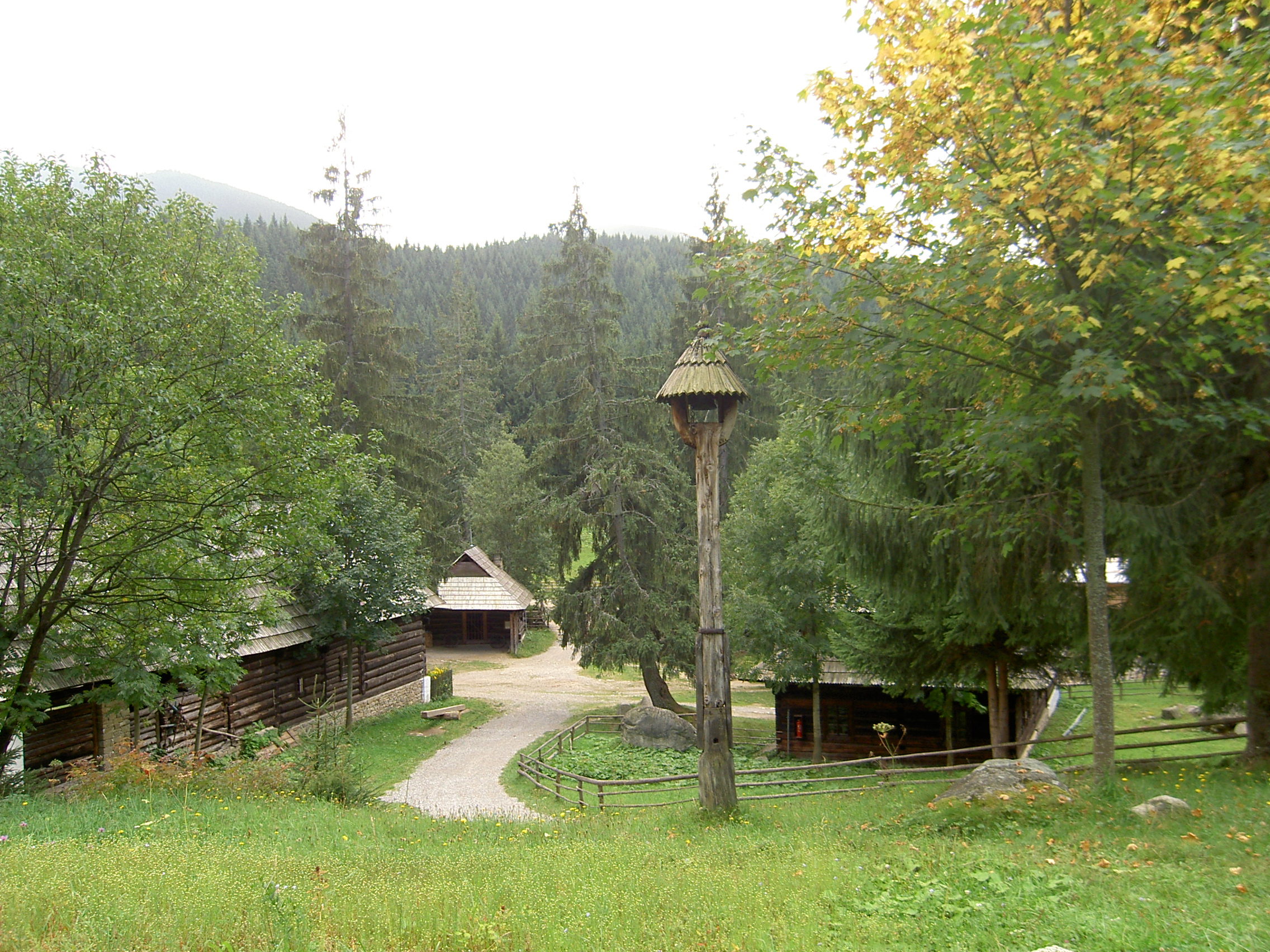
Fragment Muzeum Wsi Orawskiej na polanie Brestowa

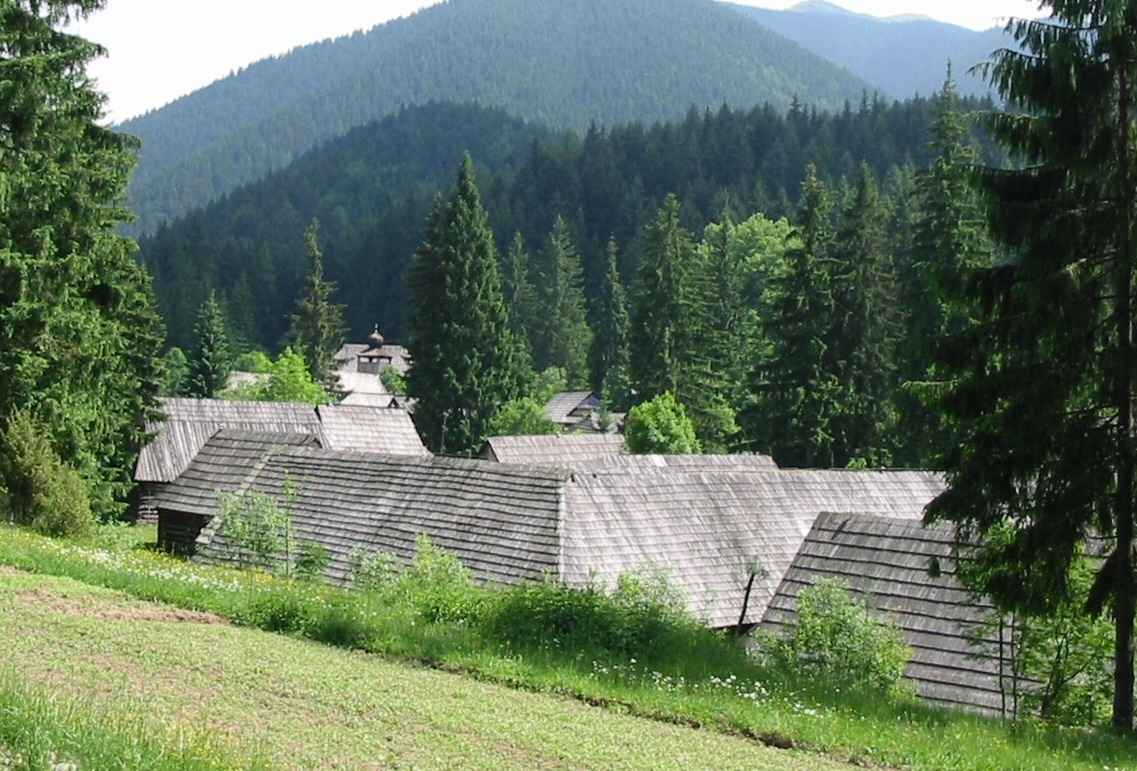
Muzeum Wsi Orawskiej na polanie Brestowa

Polana Brestowa (słow. Brestová) – polana w  Dolinie Zuberskiej w słowackich Tatrach Zachodnich. Pierwotnie nazwa ta dotyczyła tylko polany znajdującej się na prawym brzegu Zimnej Wody, na której znajduje się leśniczówka „Brestowa” (horáreň „Brestová”). Obecnie jednak nazwą Polana Brestowa obejmuje się również drugą polanę, położoną na zachód od niej, u wylotu Doliny Wolarskiej. Dawniej ta druga polana nazywała się Madajka (jak wznoszące się nad nią wzgórze Madajka). Zachodnia polana jest większa i położona jest po obydwu stronach Zimnej Wody. Znajduje się na niej skansen Muzeum Wsi Orawskiej, parking samochodowy, bufety i muszla koncertowa. Zachodnia polana Brestowa ze skansenem położona jest na wysokości około 880 m, polana wschodnia z leśniczówką „Brestowa” na wysokości około 900 m.
Na polanie Brestowej zaczyna się żółty szlak turystyki pieszej i czerwony szlak rowerowy. Na południowych obrzeżach zachodniej polany, u podnóży wzgórza Madajka znajduje się wylot dużej Jaskini Brestowskiej, od 2016 r. udostępnionej do zwiedzania turystycznego.

## Szlaki turystyczne
żółty: polana Brestowa – Między Bory – Dolina Błotna (rozdroże Pod lazmi) – Habówka. Czas przejścia: 1:55 h, ↓ 2 h
 czerwony: Zuberzec – polana Brestowa